# Megastigmus cellus
Megastigmus cellus är en stekelart som beskrevs av Xu och He 1995. Megastigmus cellus ingår i släktet Megastigmus och familjen gallglanssteklar. Inga underarter finns listade i Catalogue of Life.